# Bradysia rectinervis
Bradysia rectinervis är en tvåvingeart som beskrevs av Frey 1948. Bradysia rectinervis ingår i släktet Bradysia och familjen sorgmyggor.
Artens utbredningsområde är Finland. Arten är reproducerande i Sverige. Inga underarter finns listade i Catalogue of Life.